# Bergischer Kräher

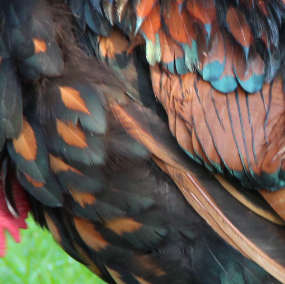
Die Dobbelung, links im Brustgefieder deutlich erkennbar

Kontur mit der typischen, leicht gewölbten Rückenlinie

Die Bergischen Kräher oder Bergkräher, früher auch Kräher über den Berg genannt, sind die älteste deutsche Hühnerrasse, die zu den Langkrähern gerechnet wird.

## Geschichte
Einer Legende zufolge wurden die Vorfahren der Bergischen Kräher im Mittelalter aus dem Balkanraum eingeführt, wo heute noch ihre nächsten Verwandten, die Bosnischen Kräher und die Kosovo-Kräher, gezüchtet werden. Molekulargenetische Untersuchungen bestätigen die Verwandtschaftsbeziehungen der Bergischen Kräher zu südosteuropäischen Rassen. Nach einer anderen Überlieferung waren es spanische Mönche, die langkrähende Hühner ins Bergische Land einführten.
Es wird davon ausgegangen, dass der Bergische Kräher der Stammvater des Brasilianischen Krähers ist.

## Äußerliche Merkmale
Bergische Kräher verkörpern eine langgestreckte, aufgerichtete Landhuhnform mit Einfachkamm, weißen Ohrscheiben und blauen Läufen. Charakteristisch ist der leicht nach oben gewölbte Rücken. Die Zeichnung der Bergischen Kräher, die Dobbelung, ist die stärkste Form der Federsäumung. Sie kommt nur bei Bergischen Hühnerrassen, und zwar bei den Krähern, den Schlotterkämmen und den Krüpern vor. Vor der Erstellung des Rassestandards kamen drei Farbschläge vor. Der momentan einzige im Schauwesen anerkannte Farbschlag ist der Schwarzgoldbraungedobbelte; der schwarze Farbschlag ist bei fehlender formeller Anerkennung im 19. Jahrhundert ausgestorben. Der silberschwarzgedobbelte Farbschlag kommt vereinzelt vor, ist allerdings nur in Italien im Rassestandard anerkannt.

## Der Krähruf
Das Hauptrassemerkmal der Bergischen Kräher ist der stark verlängerte Krähruf der Hähne, der bis zu 15 Sekunden andauern kann. Der Ruf eines Bergischen Kräherhahnes besteht aus vier Silben, mit leichter Verlängerung der ersten drei und starker Verlängerung der letzten. Ähnlich wie beim Brasilianischen Singerhuhn läuft der Hahn während des Krähens einige Schritte nach vorn und senkt dabei den Kopf. Typisch für Bergische Kräher ist der „Schnork“, ein schnarchendes Geräusch, welches beim Lufteinziehen nach dem Ruf entsteht.
Im Jahre 1904 beschrieb Vander Snickt, Geflügelexperte und erster Direktor des Düsseldorfer Zoos, die Melodie wie folgt:

« Arrivés à la note finale, ils prolongent le son en une gamme chromatique ascendante: parvenus à la note la plus élevée, ils redescendent par la même gamme le plus bas possible. »

„Wenn sie (die bergischen Kräher, Red.) die letzte Krähsilbe erreichen, erweitern sie die Melodie in aufsteigender chromatischer Abstufung: beim Erreichen der höchsten Note fallen sie über die gleichen Stufen zum tiefstmöglichen Bereich ab.“

## Bestand und Gefährdung
Bergische Kräher sind selten und gelten als gefährdete Haustierrasse. Der BDRG sowie die GEH haben die Rasse in der „Roten Liste der gefährdeten Nutztierrassen“ in die Gefährdungsklasse II (stark gefährdet) eingestuft. Danach gab es 2009 in Deutschland nur noch 77 Hähne und 337 Hennen.
Der Bergische Kräher wurde 2001 zusammen mit der Bayerischen Landgans, dem Bergischen Schlotterkamm und dem Krüper von der Gesellschaft zur Erhaltung alter und gefährdeter Haustierrassen (GEH) zur „Gefährdeten Nutztierrasse des Jahres“ erklärt.

## Sonderverein, Stammbuch und Wettkrähen
Züchterisch betreut wurden die Bergischen Kräher seit 1884 vom Sonderverein, welcher „Kräherzüchtervereinigung“ hieß. Parallel dazu entstand in 1916 die „Vereinigung der Züchter Bergischer Hühnerrassen“. Erst 2007 wurden die beiden Vereine zusammengeführt. Der heutige Verein betreut ebenfalls die Bergischen Zwergkräher, die Bergischen Schlotterkämme, die Kosovo-Kräher und die Bosnische Kräher. 2016 gab es ca. 28 registrierte Zuchten. Innerhalb der Initiative zur Erhaltung alter Geflügelrassen wurde 2015 ein Zuchtbuch eingerichtet im Sinne eines Zuchtringes. Zur Erhaltung des Krährufes veranstaltet der Sonderverein seit 1923 jährlich Krähwettbewerbe zu Christi Himmelfahrt, wobei die Krähruflänge und -qualität im sportlichen Wettbewerb bewertet werden.

## Bergischer Zwergkräher

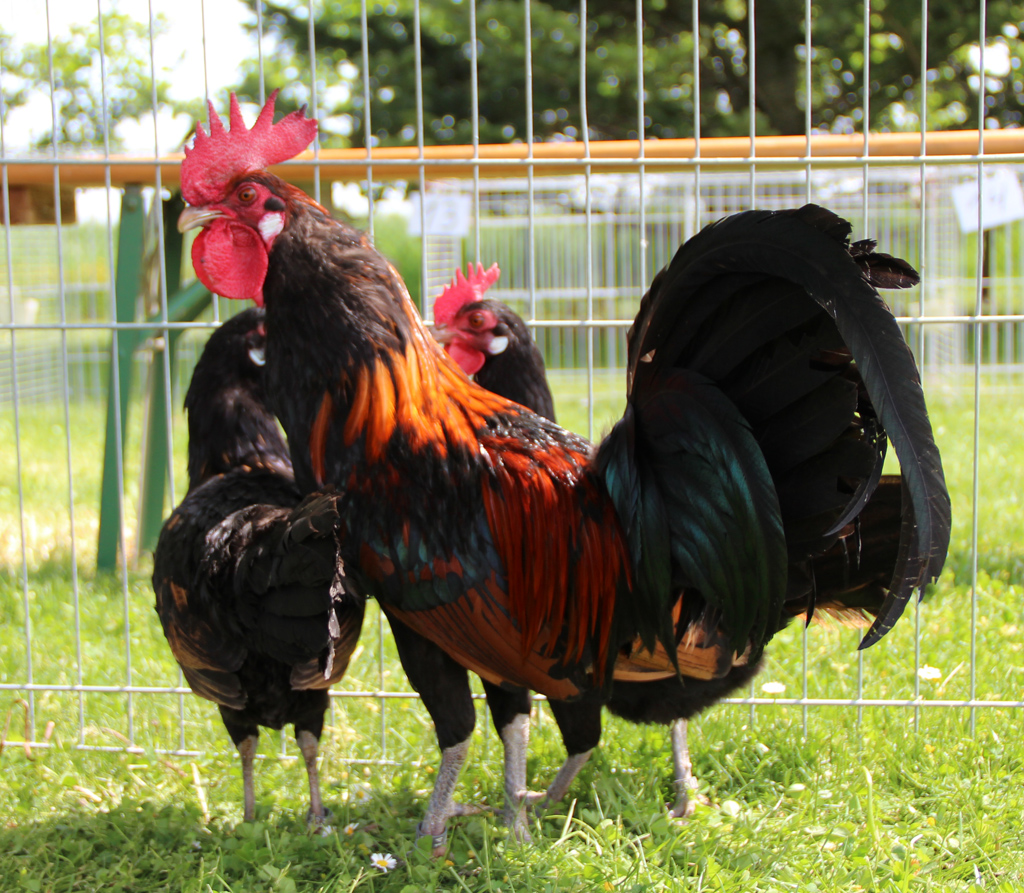
Bergische Zwergkräher

Aus den Bergischen Krähern wurde ab 1925 eine Zwergrasse gezüchtet. Der Ruf des Hahnes entspricht dem der Großklasse. Allerdings rufen Bergische Zwergkräher nicht so lang und der Ruf wird in einer höheren Tonlage vorgetragen.

## Denkmal für Robert Oettel
Die besondere Bedeutung der Bergischen Kräher für die deutschen Rassegeflügelzucht ist zum Ausdruck gekommen im 1901 errichteten Denkmal für Robert Oettel, dem Gründer des ersten deutschen Rassegeflügelzuchtvereins. Das Denkmal in Görlitz wurde geschmückt mit einem lebensgroßen, krähenden Bergischen Kräher aus Bronze. Nachdem dieser im Zweiten Weltkrieg durch die Reichsstelle für Metalle requiriert und anschließend nicht mehr wiedergefunden wurde, wurde er auf Veranlassung des Bundes Deutscher Rassegeflügelzüchter erneut modelliert und 1992 auf dem Granitblock platziert.

## Heraldik
Die Stadt Haan führt seit 1936 in ihrem Stadtwappen einen schwarzen, schreitenden bergischen Kräher. Das Wappentier symbolisiert hier in kämpfender Stellung den kampfesfrohen Geist der Bürger für die Interessen der niederbergischen Heimat.

Schwarzer Kräher als Wappentier der Stadt Haan
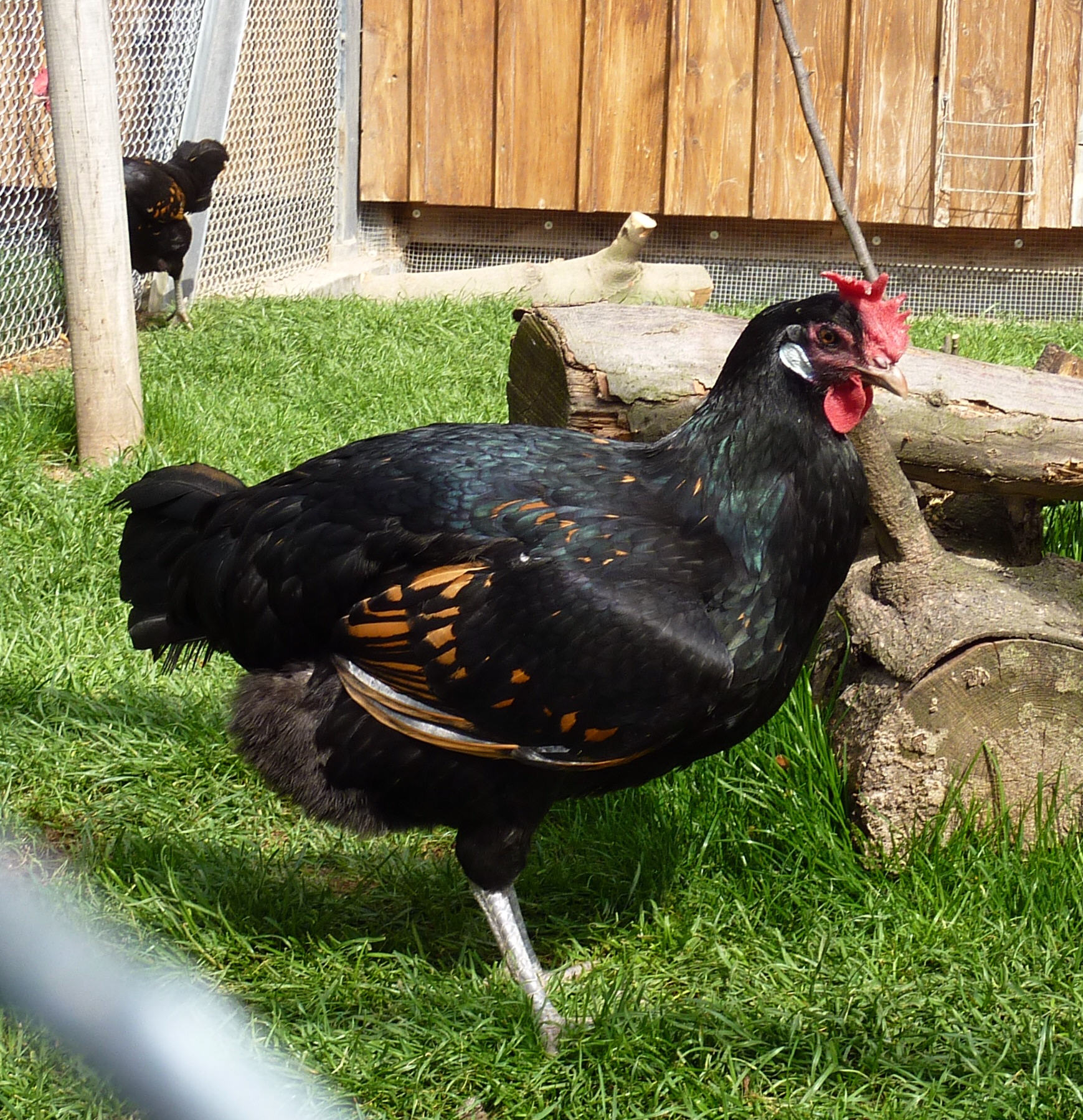
Henne
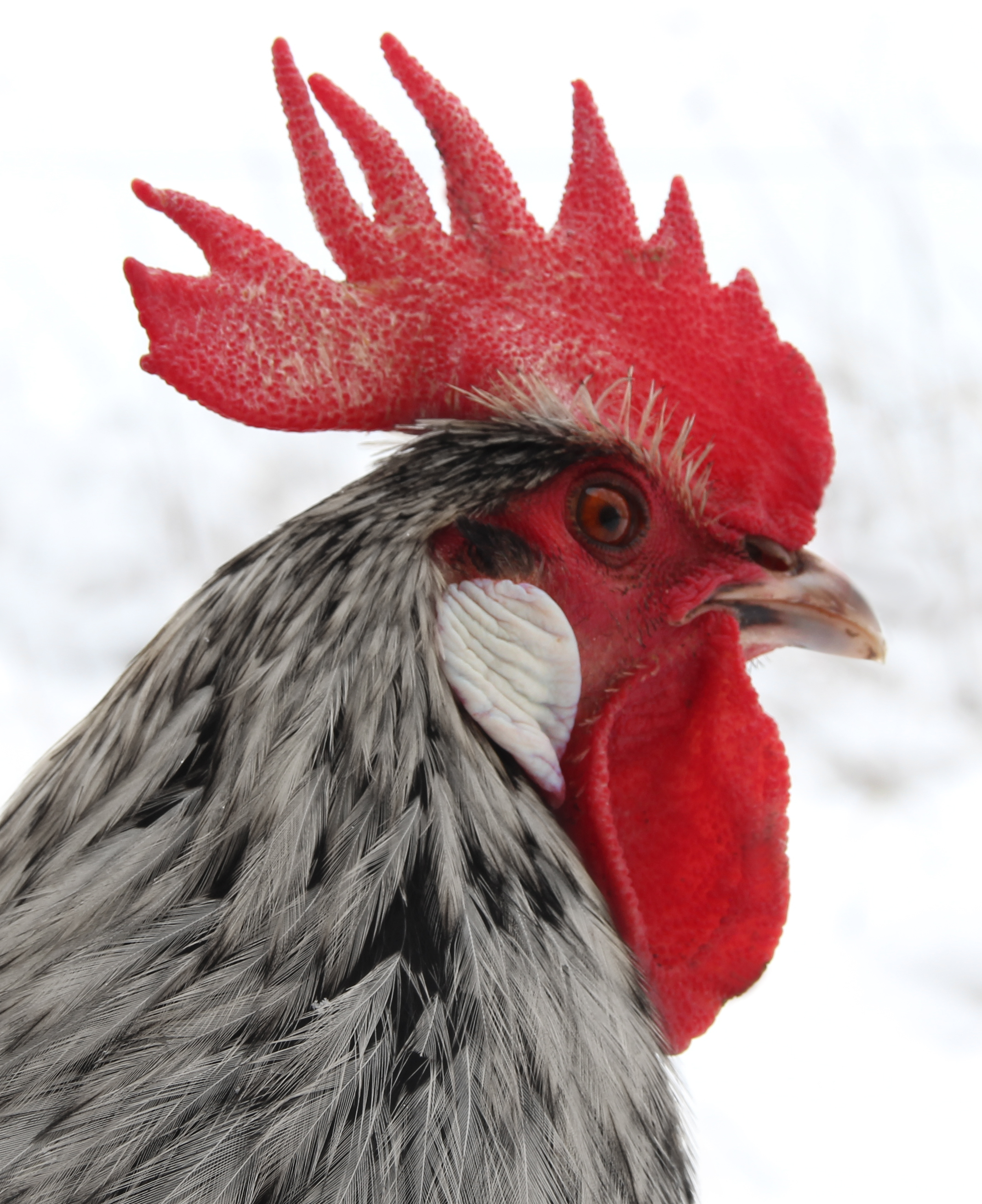
Hahn in silberschwarzem Farbschlag
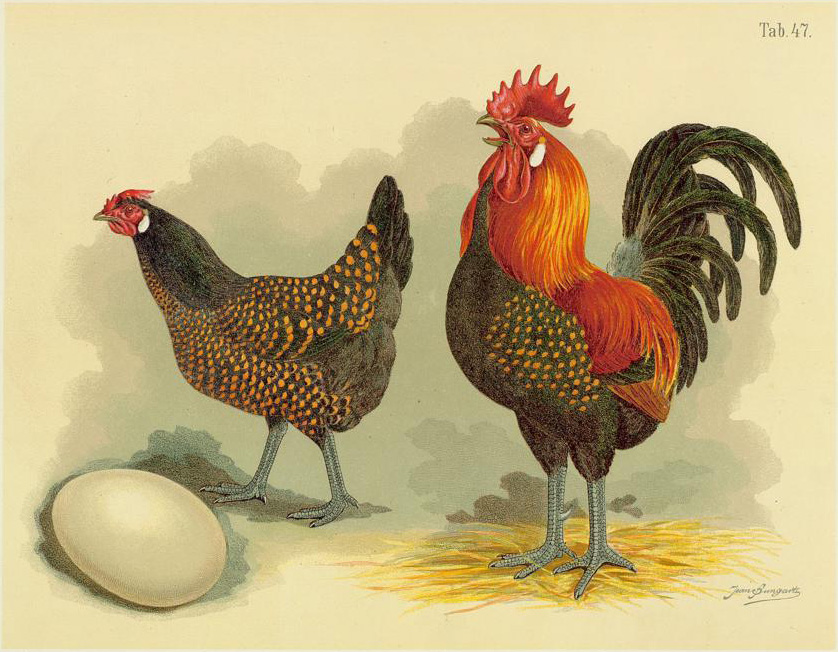
Historische Darstellung, Jean Bungartz, 1885
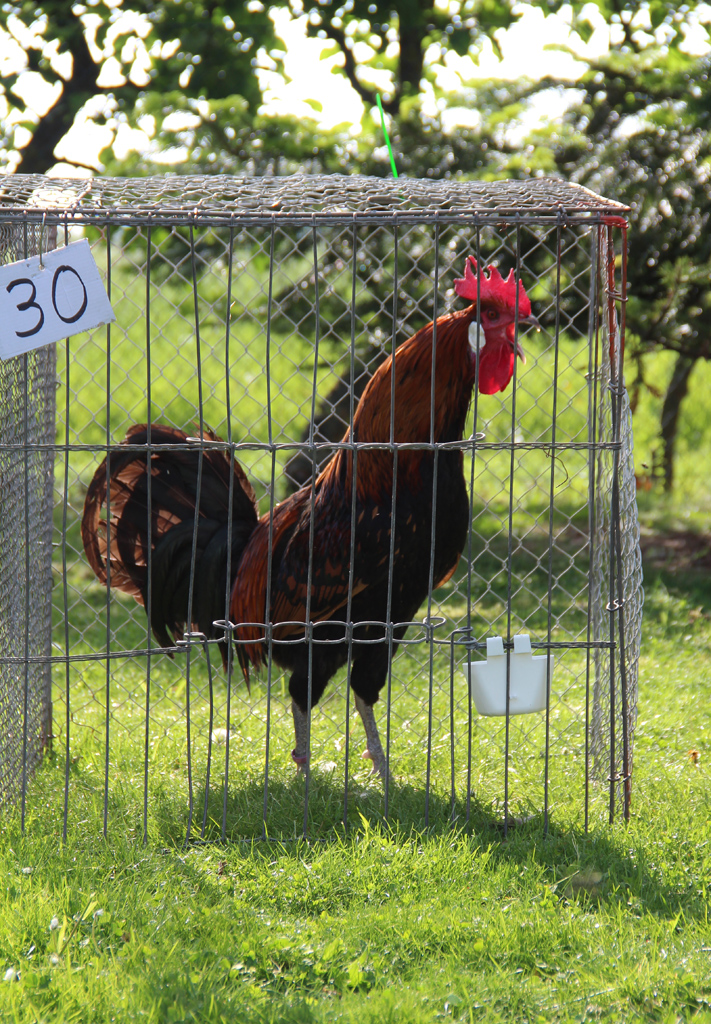
Junghahn beim Wettkrähen (Zülpich, 2015)

## Weiterführende Literatur und Nachweise